# Stefan IV węgierski
Stefan IV, węg. IV. István (zm. 11 kwietnia 1165) – trzeci syn króla Beli II Ślepego i Heleny, córki żupana Serbii Urosza I Nemanjicia. Panował krótko na Węgrzech razem ze swoim bratem Władysławem II, a potem samodzielnie w 1163.

## Życiorys
Jego sukcesja miała miejsce dzięki poparciu kandydatury Stefana przez bizantyjskiego cesarza – Manuela I (Stefan był mężem Marii Komneny, wnuczki cesarza Jana II Komnena). Stefan zmarł bezdzietnie, z żoną – Marią Komneną nie doczekał się żadnego potomka.
| 4. Almos                     |  |                  |  |  |              |
|                              |  | 2. Bela II Ślepy |  |  |              |
| 5. Przedsława Światopełkówna |  |                  |  |  |              |
|                              |  |                  |  |  | 1. Stefan IV |
| 6. Urosz I                   |  |                  |  |  |              |
|                              |  | 3. Helena        |  |  |              |
| 7. NN                        |  |                  |  |  |              |
|                              |  |                  |  |  |              |